# 应晨
应晨，（1961年—），加拿大魁北克小说家，生于上海，1983年毕业于复旦大学法语文学系，1989年赴蒙特利尔在麦吉尔大学的法语文学系深造。曾居住于魁北克梅戈格（Magog）镇。是两个孩子的母亲.
2001年她担任了加拿大总督奖的评委。2003年她移居到了温哥华。

## 获得奖项
- 2002年 - 法国文化部骑士奖章
- 1999年 - 艾尔弗雷德-德罗什文学奖（Prix Alfred-Desrochers）
- 1996年 - 伊人杂志魁北克读者大奖（Grand Prix des lectrices de Elle Québec）
- 1996年 - 魁北克书商奖（Prix des libraires du Québec）
- 1995年 - 巴黎－魁北克联合文学奖（Prix Québec-Paris, L'Ingratitude）

## 作品
- 《水的记忆》（La Mémoire de l'eau），蒙特利尔，Leméac；阿尔勒，Actes Sud，1992年
- 《自由的囚徒》（Les Lettres chinoises），蒙特利尔，Leméac，1993年
- 《再见，妈妈》（L'Ingratitude），蒙特利尔，Leméac；阿尔勒，Actes Sud，1995年，浙江文艺出版社 2002
- 《磐石一般》（Immobile），蒙特利尔，Boréal；阿尔勒：Actes Sud，1998年
- 《V家花园》（Le Champ dans la mer），蒙特利尔，Boréal；巴黎，Seuil，2002年，種山 2008
- 《Querelle d'un squelette avec son double》，蒙特利尔，Boréal；巴黎，Seuil，2003年
- 《Quatre Mille Marches》，蒙特利尔，Boréal；巴黎，Seuil，2004年
- 《Le Mangeur》，蒙特利尔，Boréal；巴黎，Seuil，2006年
- /"Un Enfant à ma porte"/, Boréal, Seuil, 2008
- /"Espèces"/, Boréal, Seuil, 2010
- /"La Rive est loin"/, Boréal, Seuil, 2012
- /"La Lenteur des montagnes"/, Boréal, 2014